# Florentino Mateus Soares Ferreira

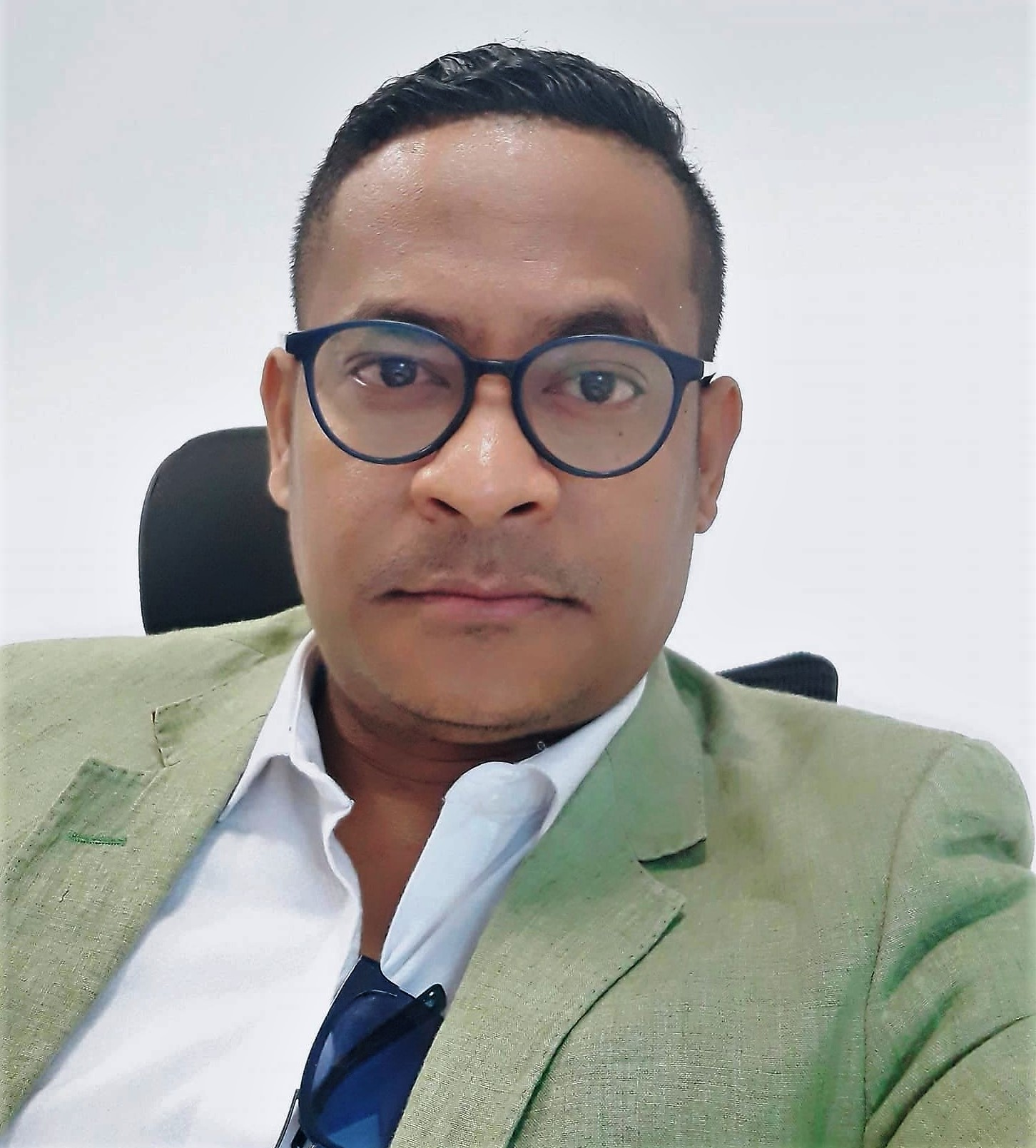
Florentino Mateus Soares Ferreira (2020)

Florentino Mateus Soares Ferreira ist ein osttimoresischer Geologe und Beamter.
An der University of Western Australia schloss Ferreira ein Studium der Geologie und Ressourcenökonomie ab und erhielt einen Master in Geowissenschaften und Lagerstättentechnik an der University of Tulsa.
Am 29. Juli 2020 folgte Ferreira seinem Vorgänger Gualdino do Carmo da Silva als Präsident der Autoridade Nacional do Petróleo e Minerais (ANPM). 2023 wurde die ANPM von der Regierung aufgelöst.